# 馬培之
馬培之（1820年—1903年），名文植，字培之，晚號退叟，江蘇武進孟河鎮人，清末醫家，孟河醫學派代表人物之一。

## 生平
馬培之生於清嘉慶二十五年(1820)，出生於江蘇武進孟河鎮，從小與祖父輩習醫，精通內科、外科、喉科，以外科聞名，
馬培之強調，外症不能只單用眼睛觀察，要內外兼治，稱『以外科見長而由內科成名』，撰寫的《外科傳薪集》依舊是中國現代最受歡迎的外科臨證專書。
光緒六年時，高齡六十歲的馬培之，被蘇州巡撫引薦進京為慈禧太后問診，病疾明顯好轉，從此，馬培之成為當時百姓口中的天下名醫，馬培之著作《紀恩錄》一冊中，以俞樾作序記載當時為慈禧太后診病的過程。
馬培之一生致力在研究中醫，在中醫發展有一定相當的地位，《馬培之外科醫案》除有詳細對病情的描述，也反映馬培之豐富的臨床醫學經驗，這本書也是現在醫學上御用的臨床教學用書。

## 貢獻
馬培之奠定了中國醫學的地位，慈禧太后賜匾額「務存精要」並封為三品官，為晚清著名學者俞樾治病，名震天下。
培養出許多弟子，包括:丁甘仁、賀季衡、鄧星伯，巢渭芳等人，均為名醫。

## 代表著作
《紀恩錄》
《外科傳薪集》
《醫略存真》
《外科集腋》
《青囊秘傳》
《傷寒觀舌心法》
《孟河馬培之醫案論精要》
《馬評外科証治全生集》又名《外科全生集》
《馬培之醫案》
《馬培之外科醫案》

### 书目
《清代傳記叢刊》，周駿富主編